# Vingt Mille Lieues sous les mers (film, 1954)
Pour les articles homonymes, voir Vingt Mille Lieues sous les mers (homonymie).
Pour plus de détails, voir Fiche technique et Distribution.
Vingt Mille Lieues sous les mers (20,000 Leagues Under the Sea) est un film américain réalisé par Richard Fleischer pour Walt Disney Productions, sorti en 1954 et adapté du roman éponyme de Jules Verne.
L'intrigue commence en 1868, alors que sur tous les océans du globe, les navires sombrent dans d'étranges circonstances inexpliquées. Les rescapés de ces naufrages en attribuent la cause à un mystérieux monstre marin qui éperonnerait avec son rostre les vaisseaux malchanceux. À San Francisco, le professeur Pierre Aronnax, accompagné de son domestique Conseil, ainsi que le harponneur Ned Land, embarquent à bord d'une frégate affrétée par la marine américaine dans le but de traquer ce monstre.
Ce film est la première « grosse production » des studios Disney réalisée en prise de vue réelle. Il est à l'époque le film le plus cher de l'histoire du cinéma avec un budget de cinq millions de dollars. Cette ambitieuse production est récompensée en 1955 par l'Oscar des meilleurs décors et l'Oscar des meilleurs effets visuels.

## Synopsis
En 1868, le monde maritime est sujet à des rumeurs concernant un monstre en liberté. Une série d’événements étranges ont lieu dans les Mers du Sud où seul quelques vaisseaux hardi s'y aventurent encore. Le film s'ouvre sur l'explosion d'un navire à vapeur, explosant après avoir été percuté par un énorme monstre marin. À San Francisco, le professeur Pierre Aronnax (Paul Lukas), professeur au Muséum national d'histoire naturelle de Paris, accompagné de son majordome Conseil (Peter Lorre), voient leur voyage vers Saïgon repoussé une nouvelle fois en raison de la désertion des équipages causé par les attaques répétées du mystérieux monstre. M. Howard représentant l'état américain propose alors à Aronnax de prendre part à une expédition dans l'océan Pacifique dans le but de capturer le fameux monstre. Le professeur accepte et embarque avec son majordome à bord de la frégate à vapeur du capitaine Farragut (Ted de Corsia) qui compte dans son équipage un maître harponneur engagé pour tuer le monstre, Ned Land (Kirk Douglas).
Après trois mois de recherche sans résultat, le 8 décembre 1868, Farragut décide d'abandonner l'expédition, mais le soir-même, le navire est témoin de l'explosion d'un autre vaisseau. Le monstre ne tarde pas à se montrer, évite les coups de canons et heurte violemment le navire, faisant tomber Aronnax à la mer, Conseil saute à son secours. Le navire avarié s'éloigne et les deux hommes se retrouvent seuls en mer. Agrippés à une vergue du navire, dans le brouillard matinal, ils découvrent alors un vaisseau sous-marin complètement désert, s'avérant être le fameux monstre. Rejoints par Ned Land qui a réussi à prendre une chaloupe avec lui, ils sont témoins de funérailles sous-marines par un hublot panoramique mais sont vite découverts et capturés par les occupants du sous-marin. Les trois hommes rencontrent ainsi le capitaine Nemo (James Mason), qui accepte la présence du professeur, dont il a lu le livre sur les fonds marins, mais refuse celle de Ned et de Conseil. Aronnax choisit de rester avec ses compagnons et les trois hommes sont emmenés sur le pont du sous-marin tandis que celui-ci plonge dans la mer. Nemo ordonne que le vaisseau remonte à la surface et constate que seul Ned est resté agrippé au navire.
Après avoir été récupérés, les trois hommes sont invités par le capitaine du Nautilus à partager un repas dans le salon du sous-marin, où ils découvrent la nourriture sous-marine, qui déplaît fortement à Ned. Nemo lui explique alors qu'ils approchent d'une île engloutie sous les eaux et qu'ils pourront s'y ravitailler en nourriture. Accompagné de Conseil, Ned Land découvre une épave sous-marine et, dans une cabine, un coffre rempli de pièces d'argent. Cependant les deux amis sont attaqués par un requin, mais sont sauvés in extremis par le capitaine Nemo accompagné par Aronnax. De retour sur le Nautilus, Ned fait part au professeur et à Conseil de son désir de quitter le navire par tous les moyens, mais Aronnax le convainc de ne rien tenter sans le consulter, en jurant à Conseil qu'ils ne le laisseront pas s'opposer à Nemo en raison de l'importance d'une telle découverte.
Un jour le capitaine prie le professeur de l'accompagner à terre, où ils découvrent un pénitencier dont les prisonniers doivent charger de la poudre et des explosifs à bord d'un navire. En revenant sur le Nautilus, Nemo raconte à Aronnax qu'il était également prisonnier d'un pénitencier mais qu'il a réussi à s'enfuir avec plusieurs autres détenus, qui constituent aujourd'hui l'équipage du sous-marin. Il a ensuite découvert une île inconnue, qu'il a baptisée Vulcania et où il a fait construire le Nautilus. Ce soir-là, alors que le vaisseau transportant la poudre quitte l'île, le Nautilus se lance à sa poursuite et le coule. Horrifiés, Ned, Conseil et Aronnax observent l'épave sombrer mais Nemo les renvoie dans leur cabine avant d'avouer au professeur que sa femme et son enfant ont été tués par ses geôliers pour le forcer à révéler tous ses secrets et qu'il accomplit ces attaques dans un but de vengeance.
Ayant découvert la cabine de Nemo par hasard, Ned, avec l'aide de Conseil, détermine les coordonnées de Vulcania et jette des bouteilles à la mer contenant des messages avec les coordonnées de l'île en espérant que quelqu'un les découvrira. Au large des côtes de la Nouvelle-Guinée, le Nautilus s'abîme sur un récif. Le sous-marin étant échoué dans la crique d'une petite île paradisiaque, Ned et Conseil ont l'idée de demander à Nemo l'autorisation de recueillir des spécimens sur la plage. Le capitaine leur donne sa permission mais leur ordonne de rester sur la plage car les indigènes sont cannibales. Prenant les conseils de Nemo à la légère, Ned quitte Conseil et s'enfonce dans la forêt, mais alors qu'il se rafraîchit dans une mare, il aperçoit des crânes humains et se retrouve vite poursuivi par les cannibales. De retour sur le Nautilus, que les indigènes commencent à envahir, Ned et Conseil avertissent le capitaine, qui se contente de libérer une décharge électrique sur le pont du sous-marin pour faire fuir les cannibales. Agacé par le comportement de Ned, Nemo le fait enfermer dans la cale. Un navire de guerre arrive en vue du Nautilus et l'endommage, ce qui le fait couler vers le fond de l'océan. Le capitaine et ses hommes réparent le moteur, permettant au sous-marin de remonter vers la surface après être descendu très bas.
Durant la remontée, un calmar géant, attiré par l'hélice du sous-marin, s'en prend au submersible. Nemo ordonne de regagner la surface pour pouvoir attaquer le monstre depuis le pont du navire. En pleine tempête, l'équipage du Nautilus mène une bataille acharnée avec la créature et Ned Land, qui s'est libéré, tue le calmar d'un jet de harpon, atteignant son seul point faible, situé entre les yeux. La bête mourante entraîne Nemo avec elle dans les profondeurs, mais ce dernier est sauvé par Ned, qui avoue ensuite regretter son geste et part se saouler dans sa chambre avec Esmeralda, l'otarie de Nemo.
Le lendemain, le Nautilus arrive en vue de Vulcania mais l'île est entourée par des bâtiments de guerre, prévenus par les bouteilles de Ned. Le Nautilus passe sous l'île via une grotte sous-marine et arrive dans le cratère du volcan. Dans le lagon se trouve la base de Nemo, que ce dernier prévoit de détruire. Après avoir posé la bombe sous le feu des militaires, le capitaine revient sur son vaisseau mais reçoit une balle dans le dos qui le blesse mortellement. À bout de forces, Nemo conduit le Nautilus au large de l'île ; agonisant, il annonce à ses hommes que le Nautilus coulera avec lui. Ned parvient à s'échapper de sa cabine et fait remonter le navire à la surface après une lutte violente avec le second du Nautilus. Alors que le sous-marin prend l'eau après avoir heurté des récifs, Ned, accompagné de Conseil, d'Aronnax et d'Esmeralda, quitte le vaisseau à bord de la chaloupe. Après avoir ouvert le hublot géant du navire, Nemo rend l'âme.
Le film s'achève sur la destruction de Vulcania à la suite d'une explosion nucléaire et sur le naufrage du Nautilus. Les dernières paroles de Nemo résonnent : « Peut-être que si le monde est prêt à offrir une vie meilleure que la nôtre, tout ceci deviendra une force bienfaisante (en parlant du Nautilus), si Dieu le veut. »

## Fiche technique
- Titre original : 20 000 Leagues Under the Sea
- Titre français : 20 000 Lieues sous les mers
- Réalisation : Richard Fleischer assisté de James Havens (seconde unité), Tom Connors, Russ Haverick
- Scénario : Earl Felton, adapté du roman éponyme de Jules Verne
- Photographie : Franz Planer, Ralph Hammeras (effets spéciaux), Till Gabbani (sous-marine)
- Montage : Elmo Williams
- Directeur artistique : John Meehan
- Décors : Emile Kuri, Peter Ellenshaw (Matte painting)
- Costumes : Norman Martien
- Effets spéciaux : John Hench et Josh Meador
- Concepteur de l'univers visuel : Harper Goff
- Procédés spéciaux : Ub Iwerks
- Artiste d'esquisse : Bruce Bushman
- Maquillage : Lou Hippe
- Directeur plongeurs : Fred Zendar
- Consultant Technicolor : Morgan Padelford
- Ingénieur du son : C. O. Slyfield (directeur), Robert O. Cook (enregistrement)
- Musique : Paul J. Smith
  - Orchestration : Joseph S. Dubin
  - Chanson : Al Hoffman et Norman Gimbel (A Whale of a Tale)
- Producteur : Fred Leahy
- Société de production : Walt Disney Productions
- Distribution (1954) RKO
- Société de distribution : Buena Vista Pictures Distribution
- Budget : 5 000 000 $[1]
- Pays de production :  États-Unis
- Langue : anglais
- Genre : Aventure et science-fiction
- Format : Couleurs (Technicolor) - CinemaScope 2,55:1 - Stéréo (RCA Sound Recording) - 35 mm
- Durée : 127 minutes
- Dates de sortie :
  - États-Unis : 23 décembre 1954
  - France : 7 octobre 1955
- Affiche : Jean Mascii (France)

Sauf mention contraire, les informations proviennent des sources concordantes suivantes : Leonard Maltin, John West et IMDb

## Distribution
- Kirk Douglas (VF : Roger Rudel) : Ned Land
- James Mason (VF : Jean Marchat) : le capitaine Nemo
- Paul Lukas (VF : Richard Francœur) : le professeur Pierre Aronnax
- Peter Lorre (VF : Raymond Rognoni) : Conseil
- Robert J. Wilke (VF : André Valmy) : le commandant en second du Nautilus
- Ted de Corsia (VF : Gabriel Sardet) : le capitaine Farragut
- Carleton Young (VF : Jean Martinelli) : John Howard
- J.M. Kerrigan : Billy
- Percy Helton : plongeur
- Ted Cooper (en) : matelot du Lincoln

### Acteurs non crédités
- Fred Graham (VF : Pierre Michau) : Casey Moore
- Jack Pennick (VF : Raymond Loyer) : Carson, le canonnier de la frégate
- Jack Gargan (VF : Paul Bonifas) : un reporter du journal The Post
- Harry Harvey (VF : Émile Duard) : Agent de consignation
- Eddie Marr (VF : Gérald Castrix) : un agent de la compagnie maritime
- Dayton Lummis, Herb Vigran : journalistes
- Laurie Mitchell : l'une des deux prostituées aux bras de Ned
- Gloria Pall : l'une des deux prostituées aux bras de Ned
- Charles Grodin

Source : Leonard Maltin, John West et IMDb

## Distinctions

### Récompenses
Oscars 1955
- Oscar de la meilleure direction artistique pour John Meehan et Emile Kuri
- Oscar des meilleurs effets visuels

### Nominations
Oscars 1955
- Oscar du meilleur montage pour Elmo Williams

## Sorties cinéma
Sauf mention contraire, les informations suivantes sont issues de l'Internet Movie Database.
- États-Unis : 23 décembre 1954[2] (nationale), 1963, 1971
- Brésil : 27 décembre 1954
- Argentine : 6 janvier 1955
- France : 1er septembre 1955, 23 septembre 1955 (Paris)
- Italie : 12 septembre 1955
- Suède : 16 septembre 1955
- Danemark : 1er octobre 1955
- Norvège : 6 octobre 1955
- Belgique : 7 octobre 1955
- Finlande : 21 octobre 1955, 22 octobre 1976
- Hong Kong : 24 novembre 1955
- Japon : 18 décembre 1955, 3 novembre 1973
- Australie : 22 décembre 1955, 21 août 1981
- Allemagne de l'Ouest : 20 janvier 1956
- Autriche : 27 janvier 1956
- Turquie : octobre 1956
- République démocratique allemande : 7 janvier 1966

## Sorties vidéo
- Avril 1988 : VHS avec format 4/3
- Avril 1993 : VHS avec format 4/3

## Origine et production

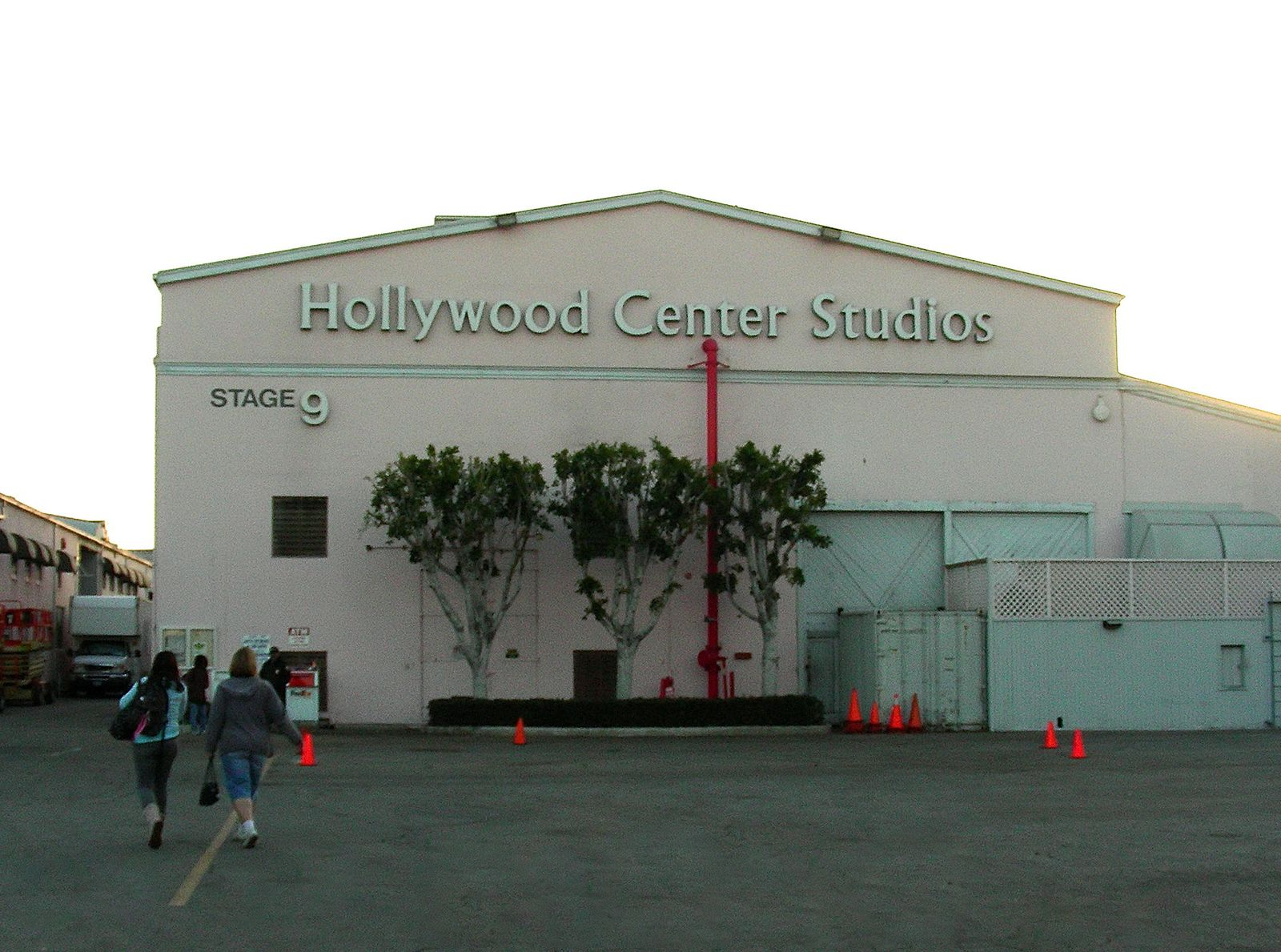
Studio 9 des General Service Studios.

En novembre 1950, le producteur indépendant Sid Rogell annonce avoir acquis les droits d'adaptations du roman Vingt Mille Lieues sous les mers (1869) de Jules Verne, que l'adaptation est en cours auprès du studio de Robert L. Lippert et que le tournage est prévu dans l'année aux  General Service Studios. En décembre 1951, Walt Disney annonce avoir acheté les droits à Rogell.
Après avoir choisi d'adapter le roman, le studio Disney se retrouve handicapé par l'absence d'une équipe destinée aux films en prise de vue réelle. Les précédents films en prise de vue réelle produits par le studio avaient été réalisés au Royaume-Uni mais le mauvais résultat d'Échec au roi (1953) pousse Disney à arrêter la production à l'étranger. Disney tente alors de réunir quelques personnes et en premier lieu un réalisateur pour son Vingt Mille Lieues sous les mers, ce dernier sera Richard Fleischer. Initialement, le studio avait engagé John Tucker Battle pour écrire le scénario mais Walt Disney n'était pas satisfait par son adaptation. Aux côtés de Fleischer, le studio a engagé le scénariste Earl Felton qui avait régulièrement travaillé avec Fleischer chez RKO.
Le film est conçu comme un film à gros budget avec des vedettes d'Hollywood. C'est le premier film en prise de vue réelle à gros budget du studio Disney. Steven Watts précise que de nombreux projets au tournant de la décennie avaient été l'occasion de disputes au sujet des finances entre Walt Disney et son frère Roy mais qu'étrangement Roy a accepté l'important budget nécessaire à Vingt Mille Lieues sous les mers.

### Création de l'équipe et scénario
Richard Fleischer a été surpris qu'on fasse appel à lui pour la réalisation car il est le fils de Max Fleischer et le neveu de Dave Fleischer, grands rivaux de Walt Disney, créateurs des Studios Fleischer et connus pour les dessins animés Betty Boop et Popeye,. Avant d'accepter de travailler pour Disney, le réalisateur demanda l'approbation de son père qui lui accorda en lui demandant de dire à Disney qu'il avait très bon goût en matière de réalisateur. Fleischer est engagé en raison de son travail sur le format CinemaScope pour le film Arena (1953) bien qu'il semble que techniquement le film a rencontré plus de difficultés avec le tournage sous-marin.
Le choix d'adapter l'œuvre de Jules Verne permet de simplifier le travail sur le scénario toutefois Fleischer se souvient que l'adaptation n'a pourtant pas été aisée en raison de l'absence d'une trame générale dans l'histoire, le livre étant plus une collection de faits.
Pour les acteurs, Disney décide pour la première de faire appel à des personnalités connues, l'une des plus impressionnantes distributions pour un film Disney : Kirk Douglas interprète le fringant marin Ned Land, James Mason l'inquiétant capitaine Nemo, Paul Lukas le distingué professeur Pierre Aronnax et Peter Lorre son dévoué domestique. Kirk Douglas se souvient que le tournage a été très agréable et que Walt Disney était à l'écoute de l'équipe. Douglas explique que son rôle de marin devait être proche d'un séducteur mais comme la distribution ne comportait aucune femme en raison des nombreuses scènes maritimes, il a proposé une scène avec deux jeunes femmes au début du film, proposition acceptée et présente dans le film final.
Pour les autres techniciens, Disney fait appel à des personnes expérimentés d'Hollywood. John Meehan est choisi comme chef décorateur à la suite de son travail sur L'Héritière (1949) et Boulevard du crépuscule (1951) pour lesquels il a reçu un Oscar de la meilleure direction artistique. Le décorateur Emile Kuri a été débauché de l'équipe d'Alfred Hitchcock par Walt Disney pour accessoiriser les décors intérieurs puis devenir le responsable du département accessoires du studio Disney. La chanson A Whale of a Tale a été composée par Al Hoffman et Norman Gimbel. Le reste de la bande sonore a été composé par  Paul J. Smith,.
Le tournage débute au printemps 1954.

### Technologie pour le tournage
La présence entre autres de Fleischer permet d'utiliser le format CinemaScope dans le film pour les scènes de mouvements du sous-marin Nautilus afin de renforcer l'effet dynamique. C'est le premier film de Disney utilisant ce format. Ayant réussi avec Vingt Mille Lieues sous les mers, Fleischer aurait encouragé le studio à utiliser le format CinemaScope sur les longs métrages d'animation. La Belle et le Clochard (1955), alors en production, a bénéficié d'une sortie dans ce format. Le film a été tourné dans les studios Disney de Burbank et aux Fox Studios à Los Angeles.
La plupart des scènes sous-marines sont réalisées dans un studio construit spécialement au studio Disney de Burbank,,. Le Stage 3 d'une superficie de 1 765 m2 comprend un réservoir central de 335 m3, profond de 2,6 m. D'autres scènes sont tournées dans un bassin en extérieur du studio Fox,. Les scènes ayant des couleurs locales, elles, sont tournées en Jamaïque et dans les environs de San Diego,. Les scènes en mer sont tournées au large de Nassau aux Bahamas durant 8 semaines avec une équipe de 54 personnes,. Les scènes de cavernes utilisent le décor naturel des falaises à proximité de la station balnéaire de Negril.
Le Nautilus est conçu par Harper Goff, engagé par Walt Disney pour concevoir le parc Disneyland. Il explique en 1984 durant une rétrospective de Cinefantastique que le dessin est un mélange d'un requin et d'un alligator en raison du livre de Jules Verne dans lequel les observateurs confondent le sous-marin avec une créature. Les rivets rappellent la peau de l'alligator tandis que les projecteurs avant évoquent des yeux menaçants. Le sous-marin a été reconstruit à l'échelle, soit 61 m en respectant l'aspect donné par Jules Verne, un monstre sous-marin avec ses éclairages avant ressemblant à des yeux dans l'eau sombre.
Le calamar est construit avec du caoutchouc, des ressorts, des tubes flexibles, du tissu de verre et du plastique. L'animal possède des tentacules de 12 m de long et deux antennes préhensiles de 15 m. Il peut se lever de 2 m en dehors de l'eau avec ses tentacules s'agitant mais son animation nécessite 28 personnes contrôlant des vérins à air comprimés ou hydraulique. La pieuvre est dessinée par Chris Mueller et transformée en appareil mécanique par Robert A. Mattey. Le système hydraulique est l'œuvre de l'animateur ingénieur John Hench.
Les décors sont conçus par Emile Kuri, déjà récompensé par un oscar et dont c'est la première participation à une production Disney. John Meehan recréé pour le film la salle à manger du Nautilus avec ses chaises en velours, divans, décorations rococo et un orgue. Emile Kuri a dû passer une annonce dans la presse pour trouver l'orgue du capitaine. L'instrument avec toutes ses touches provient d'un ancien cinéma et ne fonctionnait plus du tout, il avait été récupéré et stocké dans un garage par le propriétaire des lieux qui a accepté de s'en débarrasser pour 50 dollars. James Mason a donc utilisé un orgue qui ne fonctionnait pas mais comme il ne savait pas jouer du piano, cela n'avait selon Emile Kuri pas d'importance.
Le cadreur Franz Planer a eu la tâche d'adapter son travail au nouveau format CinemaScope mais aussi de créer des éclairages vraisemblables respectant les contraintes du milieu clos avec plafonds apparents, l'intérieur du sous-marin. Techniquement l'équipe utilise aussi des produits développés spécialement pour le film comme une énorme lentille Bausch & Lomb qui sera réutilisée pour le Matte scan sur le film Le Trou noir (1979).
Le point d'orgue du film est la scène de combat entre Nemo et le calmar géant en pleine tempête. La transition entre la scène calme de l'orgue, sur lequel Nemo joue la Toccata et fugue en ré mineur de Jean-Sébastien Bach et celle de combat à mort avec l'animal donne au personnage un aspect mi-génie mi-démon. D'après les souvenirs de Richard Fleischer :

« [la réalisation de la scène de] combat avec le calmar était très difficile, plus un problème technique que tout autre chose. Au premier essai, le monstre ne fonctionnait pas, il a pris l'eau et a sombré. Il n'était pas conçu correctement, ne pouvait pas faire tout ce qu'on voulait en faire et semblait très artificiel. Après avoir dépensé beaucoup de temps, d'argent dessus, Walt et moi avons décidé d'arrêter cette séquence, de faire autre chose et ainsi refaire cet animal. J'ai discuté avec le scénariste et nous avons compris que le concept était mauvais. La séquence avait été tournée avec une mer calme et plate au coucher du soleil, ce qui permettait de voir la machinerie de façon trop visible. Nous sommes revenus avec l'idée qu'il pouvait se dérouler en pleine nuit durant une tempête en pleine mer et nous aurions des vagues, des éclaboussures, de l'intensité et de l'action cachée qui permettrait de masquer tous les défauts. Mais cela a coûté cent fois plus cher de le faire ainsi mais quand nous l'avons présenté à Walt il a répondu que nous avions raison et de le faire comme cela. »

Ainsi la scène a été rejouée deux fois, la première par temps calme était trop fausse, la seconde durant une fausse tempête permettant de masquer les décors et effets spéciaux,. Cette seconde prise a nécessité 100 techniciens pour créer les lumières, la pluie, les vagues et le vent.
Un autre problème durant le tournage consiste à faire nager des poissons devant la caméra lors des scènes sous-marines. La solution est de faire appel à des poissons en animation placés devant les objectifs. Solution imaginée par Bob Otto, les poissons sont suspendus comme des dirigeables devant une caméra Mitchell.

### Promotion et exploitation du film
Le budget total du film est de 9 millions d'USD, le plus important que le studio n'avait eu. C'est le premier long-métrage en prise de vue réelle de Disney distribué par Buena Vista Pictures Distribution, une société créée en 1954 par Walt Disney afin de ne plus être dépendant d'autres groupes cinématographiques, Disney était jusqu'alors distribué par RKO Radio Pictures.

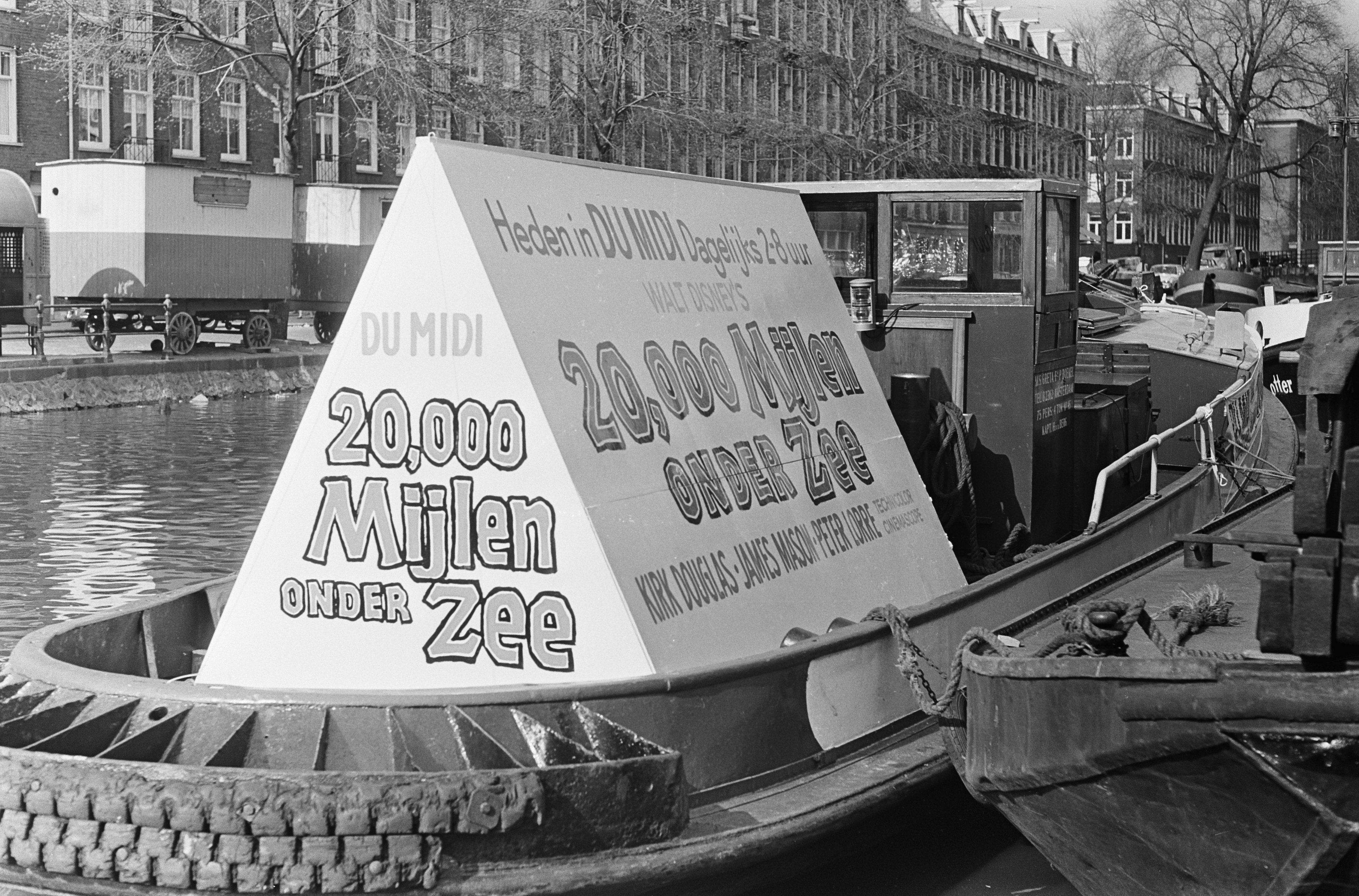
Publicité embarquée sur un bateau pour le film diffusé au Cinéma du Midi à Amsterdam en 1967.

Afin de promouvoir le film, le studio a chargé une seconde équipe de réaliser le tournage d'un documentaire d'une heure, nommé Operation Undersea et diffusé le 8 décembre 1954 dans l'émission Disneyland,,,,. Ce documentaire a été récompensé en 1955 par l'Emmy Award du Meilleur programme individuel de l'année (Best Individual Program of the Year). Mais le studio a organisé une importante campagne publicitaire, un véritable déluge selon Steven Watts comprenant des encarts dans la presse, des spots radiophoniques et des extraits au cinéma. À cela s'ajoute ce qui est devenu une habitude de la société Disney, l'usage par toutes ses filiales de franchises de jouets et vêtements, l'édition de livres et de disques, et finalement une attraction. Une exposition a ouvert dans le parc Disneyland le 3 août 1955 avec des décors du film.
Le film Vingt Mille Lieues sous les mers récolte 8 millions d'USD en Amérique du Nord en 1954. Le film a été diffusé dans l'émission The Wonderful World of Disney le 24 octobre 1976 sur NBC. Il est ressorti au cinéma en 1963 et 1971, puis sorti en vidéo en 1980, 1985 et 1992. Le film est disponible en vidéocassette à la location à partir de mars 1980 grâce à un partenariat noué avec Fotomat.

### Réception
Bosley Crowther du New York Times déclare que « ce film d'action de prise de vues réelles de Walt Disney, adapté de 20 000 lieues sous les mers de Jules Verne [est] aussi fabuleux et fantastique que tout ce qu'il a jamais fait dans les dessins animés ». Il ajoute que « réalisé en CinemaScope et en couleur, il est aussi immense et divertissant, que long (128 minutes), et devrait faire sensation, du moins auprès des enfants ».
Gene Arneel de Variety salue le film comme « un type spécial de réalisation d'images, combinant ingéniosité photographique, narration imaginative et audace financière ». Il ajoute en outre que « la direction de Richard Fleischer maintient l'épopée de Disney sur le qui-vive, suscitant l'intérêt dès le début et développant habilement chacun des nombreux moments de tension… Le scénario d'Earl Fenton semble être une combinaison des meilleurs du Verne du matériel original et nouveau pour s'adapter à la forme de l'écran. C'est un excellent travail d'écriture simulant le prix des images. Les crédits techniques - soulignent la photographie aquatique - sont excellents ».
Philip K. Scheuer, critique pour le Los Angeles Times, écrit « Techniquement, le film est une merveille en lui-même, avec de vrais plans sous-marins réalisés aux Bahamas en alternance avec des modèles à l'échelle de surface qui défient la détection en tant que telle ». Il a également fait l'éloge de la performance de Mason, affirmant qu'« il donne de la profondeur et de la dimension à la figure du "génie fou". La preuve : il semble parfois inspirer plus la pitié que le mépris ». Harrison's Reports écrit que « utilisant avec expertise le médium CinemaScope et la photographie Technicolor, lui [Walt Disney] et son équipe ont façonné une image qui n'est pas seulement un chef-d'œuvre de la production point de vue mais aussi un grand divertissement, du genre qui devrait plaire à tous les types de publics ».
Le critique de Cinefantastique Steve Biodrowski déclare que le film est « de loin supérieur à la majorité des efforts de genre de l'époque (ou de n'importe quelle période, d'ailleurs), avec une conception de la production et des effets techniques qui n'ont pratiquement pas daté ». Il ajoute également que le film « peut parfois succomber à certains des problèmes inhérents au matériel source (la nature épisodique ralentit le rythme), mais les forces l'emportent de loin sur les faiblesses, ce qui en fait l'un des plus grands films de science-fiction jamais réalisés ». Sur le site Web de l'agrégateur de critiques Rotten Tomatoes, le film a une cote d'approbation de 89 % sur la base de 27 critiques. Le consensus critique du site Web se lit comme suit : « L'une des plus belles aventures avec acteurs de Disney, 20 000 lieues sous les mers donne vie au conte de science-fiction classique de Jules Verne et met en scène un impressionnant calmar géant ».

## Analyse
Vingt Mille Lieues sous les mers est un film en prise de vue réelle né de la diversification du studio Disney. Vingt Mille Lieues sous les mers se pose comme une confirmation d'un des points essentiels de la philosophie cinématographique de Disney : une mauvaise histoire ne peut jamais être compensée par des sommes d'argent ou des miracles d'innovations techniques. C'est aussi, selon Leonard Maltin et Christopher Finch, le film en prise de vue réelle le plus ambitieux de l'époque pour Disney et il reste l'un des plus réussis,. Pour Maltin, c'est un pur film fantastique qui donne vie à une histoire grâce à une mise en scène somptueuse et un important souci du détail. Vingt Mille Lieues sous les mers est pour Steven Watts l'un des projets de studio les plus ambitieux et populaires des années 1950, mais aussi un film qui approfondit encore plus la notion d'individualisme prônée par le studio à l'instar de L'Île au trésor (1950). Comme pour L'Île au trésor, Vingt Mille Lieues sous les mers ne comporte aucune femme, hormis deux prostituées au début du film. La distribution exclusivement masculine et pleine de testostérone présente différents types d'hommes du marin chahuteur à l'élégant capitaine en passant par le scientifique songeur et l'assistant flagorneur. Watts considère que Vingt Mille Lieues sous les mers présente un ensemble d'hommes ayant chacun sa forme d'individualisme mais la morale du film reste que le bien commun est plus important sinon les désastres surviennent. Pour Jean Tulard, c'est une magnifique adaptation du célèbre roman de Jules Verne avec de remarquables trucages.
Steven Watts remarque que l'explosion nucléaire à la fin du film est un indice que la politique internationale de l'époque influe sur les productions du studio. Pour John West, le film est excellent avec une histoire forte, une distribution de qualité et des effets spéciaux encore éblouissants.
Le film est considéré comme un précurseur du genre steampunk.

### Différences avec le roman
Le film a été salué comme adaptant fidèlement le roman de Jules Verne. James W. Maertens écrit que bien que cela soit vrai, « une comparaison étroite du roman et du film révèle de nombreux changements, omissions, voire des inversions, qui affectent la préoccupation fondamentale de l'histoire (outre l'éducation scientifique), une représentation de la classe et du genre, en particulier la masculinité, à l'ère industrielle. ». Le sous-marin de Nemo, alimenté par batterie dans le roman, est alimenté par l'énergie atomique dans le film. Le sous-marin du roman est également un « sous-marin profilé en forme de cigare » tandis que celui du film est « un navire plus orné ». Le réalisateur et scénariste du film a extrait les scènes les plus mémorables du roman et les a librement réorganisées en supposant que les téléspectateurs ne se souviendraient pas de l'ordre des événements du roman. Le sous-marin du film est également décrit comme étant construit à partir de récupération sous-marine, alors que dans le roman, Nemo commande des pièces de diverses industries pour les expédier secrètement sur une île pour assemblage, ce que Maertens a qualifié de « génie logistique et de manipulation de la fabrication de l'ère industrielle ».

## Adaptations et réutilisations

### Parcs d'attractions

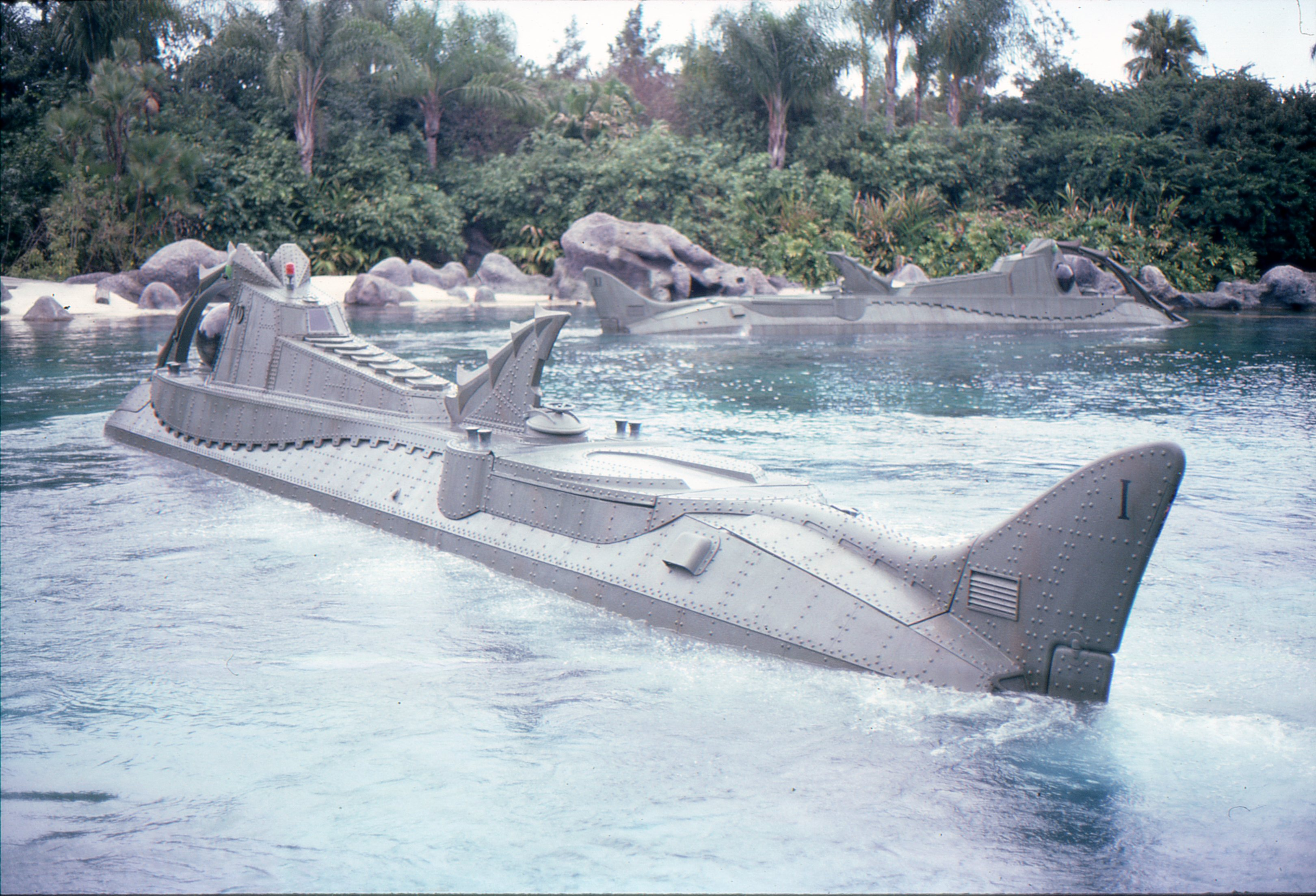
L'attraction 20,000 Leagues Under the Sea du Magic Kingdom en 1979.

Deux semaines avant l'ouverture du parc Disneyland en juillet 1955, Walt Disney décide d'utiliser le décor du film pour une attraction de la zone Tomorrowland. Il demande à Ken Anderson de concevoir une attraction incluant la scène du calamar géant vivant et bougeant. Les éléments du monstre sont alors stockés dans les entrepôts des studios (depuis intégrés aux Walt Disney Archives) mais la peau a été déchiquetée durant la scène de lutte par James Mason et Kirk Douglas et les mouvements étaient assurés durant le film par une équipe de techniciens. En une semaine, Anderson, Robert Mattey et leur équipe ont remplacé la peau et installé un moteur de 8 cylindres Hudson pour faire bouger les tentacules. Malgré le travail acharné, l'équipe d'Anderson n'arrive pas à tenir le délai et l'attraction n'ouvre que trois semaines après l'ouverture du parc sous le nom 20,000 Leagues Under the Sea Exhibit le 5 août 1955.
Les attractions suivantes sont toutes basées sur le film :
- 20,000 Leagues Under the Sea Exhibit, une exposition à Disneyland présentant les décors du film du 5 août 1955 au 28 août 1966[15]
- Submarine Voyage, une attraction du parc Disneyland (Californie) ouverte du 6 juin 1959[52] au 7 septembre 1998 avec un voyage en sous-marin
- 20,000 Leagues Under the Sea, variation de la précédente
  - au Magic Kingdom (Floride), du 14 octobre 1971[15] au 5 septembre 1994[52]
  - à Tokyo DisneySea ouverte le 4 septembre 2001
- Les Mystères du Nautilus au parc Disneyland Paris propose une visite du Nautilus avec des décors reconstitués[15]

### Projets de remakes
Le 6 janvier 2009, Variety annonce que les studios Disney prévoit un remake intitulé 20,000 Leagues Under the Sea: Captain Nemo
avec Joseph McGinty Nichol (connu sous le pseudonyme McG) comme réalisateur et qui doit présenter les origines du personnage principal du Capitaine Nemo et comment il a construit son vaisseau le Nautilus. McG remarque qu'il doit plus conserver l'esprit du roman que dans le film de Richard Fleischer et qu'il doit révéler « ce que fait le Professeur Aronnax et le devenir du Capitaine Nemo, et comment l'homme est entré en guerre contre la guerre elle-même ». En février 2009, le projet se précise avec l'annonce que Justin Marks modifie le scénario de Bill Marsilli,. La production est assurée par Wonderland Sound and Vision, la société de McG et Sean Bailey (en).
McG souhaite la participation de Will Smith en Capitaine Nemo, mais l'acteur aurait refusé,. Comme second choix, McG mentionne Sam Worthington, mais sans qu'une discussion sérieuse ne soit entamé malgré leur travail sur Terminator Renaissance. Le 8 juillet 2009, Randall Wallace est annoncé comme nouveau scénariste. Le projet a toutefois été suspendu dès le 17 novembre 2009,.
Au cours du San Diego Comic-Con 2010, le réalisateur David Fincher annonce son intention de réaliser 20 000 lieues sous les mers pour Walt Disney Pictures sur la base d'un scénario de Scott Z. Burns. Alors que Fincher terminait Millénium : Les Hommes qui n'aimaient pas les femmes (2011), le tournage de 20 000 lieues sous les mers devait avoir lieu avant la fin de 2012. Pendant ce temps, Fincher courtise Brad Pitt pour qu'il joue le rôle de Ned Land mais la production du film est suspendue.
En février 2013, Brad Pitt refuse officiellement le rôle. Le 2 avril 2013, le gouvernement australien prévoit une incitation unique de 20 millions d'USD afin de sécuriser le tournage du film sur ses côtes. Malgré cela, le film a de nouveau été mis en attente le mois suivant en raison de complications dans le casting. Le 17 juillet 2013, Fincher abandonnée le film pour diriger l'adaptation de Gone Girl. Fincher révèle dans une interview qu'il avait quitté le film parce qu'il souhaitait Channing Tatum pour le rôle de Ned Land, mais Disney lui préférait Chris Hemsworth. Autre raison, le budget initialement alloué à la production de 20000 Lieues sous les mers avait été redirigé vers Pirates des Caraïbes : La Vengeance de Salazar.
En février 2016, le studios Disney annonce qu'il prévoit un film en prise de vue réelle intitulé Captain Nemo, réalisé par James Mangold. En février 2020, la presse annonce que Mangold n'était plus attaché au projet de Capitaine Nemo mais à Indiana Jones et le Cadran de la destinée.

### Bandes originales
En 1954, Decca Records publie non pas une bande originale du film mais simplement un single de la chanson titre, A Whale of a Tale interprétée par Kirk Douglas.
En 1963, après la création de Disneyland Records en 1956, Disney profite de la ressortie du film pour éditer une bande originale.
En 2008, Walt Disney Records édite une version exclusive pour iTunes de la bande originale du film avec 26 titres,.

### Éditions DVD
Le film est sorti en DVD le 15 juillet 2004 chez The Walt Disney Company France au format 2.35:1 Panoramique 16/9 en français, anglais et espagnol 5.1 avec sous-titres français, anglais, espagnols, néerlandais, portugais, suédois, finnois, norvégiens et finlandais.
En supplément :
- « Jules Verne et Walt Disney, les explorateurs de l’imagination » (16 min)
- « Les monstres des profondeurs » visite du plateau par Kirk Douglas et Peter Lorre (6 min 30 sec)
- « Le calamar géant, un vrai monstre » (7 min)
- « Trésors perdus » la première tentative ratée de tournage de la séquence du calmar (3 min)
- « Visite du Nautilus » : reconstitution du Nautilus en 3D